# Mokhtar Ghyaza
Mohamed Mokhtar Ghyaza (arab. محمد مختار غيازة; ur. 15 listopada 1986 w Safakisie) – tunezyjski koszykarz, reprezentant kraju, olimpijczyk, występujący na pozycji środkowego, obecnie zawodnik zespołu US Monastyr.

## Osiągnięcia
Stan na 20 września 2022, na podstawie, o ile nie zaznaczono inaczej.

### Drużynowe
- Mistrz:
  - Koszykarskiej Ligi Afryki (BAL – 2022)
  - Tunezji (2015–2016, 2020–2022)
- Wicemistrz:
  - Koszykarskiej Ligi Afryki (BAL – 2021)
  - Tunezji (2014)
- Zdobywca pucharu:
  - Tunezji (2014, 2015, 2020–2022)
  - Federacji Tunezji (2017, 2018)

### Reprezentacja
Drużynowe
- Mistrz Afryki (2011, 2017, 2021)[3][4][5]
- Brązowy medalista:
  - mistrzostw Afryki (2009, 2015)[6][7]
  - igrzysk śródziemnomorskich (2013)
- Uczestnik:
  - igrzysk olimpijskich (2012 – 11. miejsce)[8][9]
  - mistrzostw:
    - świata (2010 – 24. miejsce[10], 2019 – 20. miejsce[11])
    - Afryki (2009, 2011, 2013 – 9. miejsce[12], 2015, 2017, 2021)

  - kwalifikacji:
    - olimpijskich (2016 – 6. miejsce[13], 2020/2021 – 6. miejsce)
    - do Afrobasketu (2020)
    - afrykańskich do mistrzostw świata (2017 – 2. miejsce, 2021)